# Capanica
Capanica é um gênero de mariposa pertencente à família Acrolepiidae.